# Cleydael Golf & Country Club
Le Cleydael Golf & Country Club  est situé à Aartselaar, dans les dépendances du château médiéval de Cleydael.